# Amerikanischer Wassernabel
Der Amerikanische Wassernabel (Hydrocotyle verticillata) ist eine Pflanzenart aus der Familie der Araliengewächse (Araliaceae). Die früher übliche Zuordnung zur Familie der Doldenblütler (Apiaceae) wurde aufgrund neuer morphologischer Untersuchungen aufgegeben.
Diese Pflanzenart wird gelegentlich im Fachhandel für die Bepflanzung von Aquarien und Paludarien angeboten. 

## Erscheinungsbild
In ihrer gesamten Form ähnelt die Pflanze dem Gewöhnlichen Wassernabel, der in Mitteleuropa beheimatet ist. 
Der Amerikanische Wassernabel wächst in Form eines kriechenden Sprosses mit schirmartigen Blättern zwischen langen Internodien. Unterscheidungsmerkmal gegenüber dem Gewöhnlichen Wassernabel ist, dass die Internodien mit bis zu 10 Zentimeter etwas kürzer sind als bei der mitteleuropäischen Art. Auch die Blattstiele sind mit fünf bis zwanzig Zentimeter Länge etwas kürzer und die Pflanze bildet mehrfach quirlständige Blütenstände aus. Der Gewöhnliche Wassernabel weist demgegenüber nur ein- bis zweifach Quirle auf. 
Die bis zu drei Zentimeter großen Blätter sind hellgrün, rund und am Rand leicht eingekerbt. Unterhalb der Wasseroberfläche wachsende Blätter bleiben dabei etwas kleiner. 
Die Blüten sind in drei- bis fünfblütigen Dolden angeordnet. Die Kronblätter sind weiß.

## Verbreitung und Lebensraum
Der Amerikanische Wassernabel stammt aus den gemäßigten und subtropischen Regionen Nord- und Südamerikas. Er gedeiht dort an feuchten und nassen Standorten wie Überschwemmungsregionen und nassen Wiesen. Auch an den Rändern von Tümpeln, Seen, Bächen und Flüssen ist die Pflanze zu finden. Ein vollständiges submerses Wachstum ist an natürlichen Standorten sehr selten.

## Verwendung
Der Amerikanische Wassernabel wird für die Bepflanzung von Aquarien, Paludarien und Glasgefäßen verwendet. 
In der Aquaristik ist die Pflanze vor allem als Vordergrundpflanze beliebt. Sie benötigt allerdings für ein gesundes Gedeihen Wassertemperaturen zwischen 15 und 25 Grad Celsius und kommt daher für eine Reihe von Tropenaquarien nicht in Frage. Der Lichtbedarf der Pflanze ist sehr hoch; sie gedeiht besser, wenn sie durch einen Strahler mehr Licht erhält als normalerweise für die Pflanzen in einem Aquarium üblich ist. Verhältnismäßig hoch ist auch ihr Bedarf an Kohlenstoffdioxid, der entsprechend zudosiert werden muss. Sie benötigt bis zu 10 Milligramm Kohlenstoffdioxid pro Liter. Als Bodengrund reicht jedoch ungewaschener, mittelkörniger Sand, der mit feinkörnigem Kies abgedeckt wird.
Auch bei optimalen Bedingungen wächst sie nur sehr langsam. Wegen der zarten Sprossen und Wurzeln ist sie auf Dauer nur sehr schwierig im Aquarium zu halten. Bereits das Absaugen des Mulms mit einer Mulmglocke kann dazu führen, dass Sprossen aus dem Bodengrund gerissen werden.
Erfolgversprechender ist daher die Haltung in einem Paludarium, wenn dieses nicht zu warm ist. Im Sumpfteil ist die Kultur problemlos.